# ترشیزوک
 ترشیزوک، روستای است در دهستان باغستان از توابع بخش اسلامیه شهرستان فردوس که در فاصله ۲۵ کیلومتری شمال شرقی شهر فردوس واقع شده‌است.
این روستا، بر اساس سرشماری سال ۱۳۹۵، ۵۷ نفر جمعیت داشته که نسبت به سرشماری ۱۰ سال قبل (۸۴ نفر در سال ۱۳۸۵)، سالانه حدود ۳٫۸ درصد کاهش داشته‌است. 